# Claus-Henning Hanf
Claus-Henning Hanf (* 1939 in Halle (Saale); † 18. Dezember 2005) war ein deutscher Agrarökonom an der Christian-Albrechts-Universität zu Kiel.

## Leben und Wirken
Seine agrarwissenschaftliche Ausbildung erhielt Hanf an der Universität Hohenheim. Im Jahre 1970 promovierte er dort zum Doktor der Agrarwissenschaften, nachdem er zwischenzeitlich für eine längere Zeit als wissenschaftlicher Mitarbeiter am Institut für Betriebswirtschaft der Bundesforschungsanstalt Braunschweig-Völkenrode tätig war. Nach einer nur zweijährigen Hochschulassistenten-Zeit bei Günther Weinschenck habilitierte sich Hanf 1972. Ein Jahr später erhielt er den Ruf an die Christian-Albrechts-Universität zu Kiel. Nach einer Berufung an die renommierte Universität für Bodenkultur in Wien im Jahre 1985 konnte die Agrar- und Ernährungswissenschaftliche Fakultät Hanf bereits ein Jahr später wieder zurückgewinnen. Er wurde am 31. März 2005 emeritiert und verstarb noch im gleichen Jahr.

## Forschungsgebiete und Engagements (Auswahl)
Hanf hat sich zu Beginn seiner Forschung insbesondere mit mikroökonomisch begründeten Analysen der Agrarmärkte und der Entwicklung von Sektormodellen befasst. Später wurde das Gebiet der Entscheidungstheorie zu einem wesentlichen Schwerpunkt seiner wissenschaftlichen Arbeiten. Die Integration von Risiko und Informationen in Entscheidungsprozesse hat seine Forschungsarbeiten maßgeblich geprägt und ihm ein hohes Ansehen verschafft. Sein 1986 entstandenes Lehrbuch zur Entscheidungslehre (Neuauflage 1991) hat eine weite Verbreitung in den ökonomischen Fachdisziplinen auch außerhalb der Agrarwissenschaften gefunden.
Zahlreiche Veröffentlichungen in internationalen Zeitschriften und häufige Forschungs- und Lehraufenthalte, unter anderem in Schweden, Frankreich, in den Vereinigten Staaten und mehrmals in Australien, drücken seine international geprägten Forschungsarbeiten aus. Sein besonderes Engagement galt der Kooperation der europäischen Agrarökonomen. Er war von 1984 bis 1987 Präsident der European Association of Agricultural Economists (EAAE). 
Lehraufträge hatte Hanf auch an der Agrarwissenschaftlichen Universität Uppsala, Schweden, der Universität of New England, Armidale, Australien, und an der Universität für Bodenkultur, Wien, Österreich. Er verbrachte einige Monate als Besucher an der University of Wollongong, Australia, der ENSSAA, Dijon, France, der University of California, Berkeley, USA, und der Purdue University, West Lafayette, USA. Darüber hinaus war er Berater der Ernährungs- und Landwirtschaftsorganisation der Vereinten Nationen (FAO) in Jamaika.
Neben seinem vorbildlichen Einsatz für Forschung und Lehre hat sich Claus-Hennig Hanf auch sehr stark in der akademischen Selbstverwaltung engagiert. Zweimal war er Dekan der Agrarwissenschaftlichen Fakultät (1979–1981 und 1991–1992) und mehrfach stellvertretender Dekan. 
Ehrenamtlich war er auch in den Jahren von 1975 bis 1983 als Vorsitzender der Arbeitsgemeinschaft Überbetriebliche Maschinenverwendung des Kuratoriums für Technik und Bauwesen in der Landwirtschaft (KTBL) tätig.